# Elias Fügel
Elias Fügel (* 16. Juni 2002 in Rottweil) ist ein deutscher Handballspieler, der aktuell für den HBW Balingen-Weilstetten in der 2. Bundesliga spielt.

## Karriere

### Verein
Der 1,80 m große Fügel, der auf Rechtsaußen zum Einsatz kommt, begann mit vier Jahren das Handballspielen beim SV Hausen und wechselte im Alter von 13 Jahren zur JSG Balingen-Weilstetten. Mit der JSG wurde er sowohl in der C-Jugend als auch in der A-Jugend Baden-Württembergischer Meister. Außerdem spielte er in zwei Saisons um die deutsche Meisterschaft in der Jugend-Bundesliga Handball. 2019, im Alter von 17 Jahren, bestritt er sein erstes Spiel für den HBW Balingen-Weilstetten II in der 3. Liga Süd. In der Saison 2021/22 brachte er es dort insgesamt auf 131 Tore. Sein Debüt in der 1. Handball-Bundesliga hatte er am 23. Dezember 2021 gegen die Füchse Berlin in der Max-Schmeling-Halle. In der Saison 2022/23 wurde er mit der Mannschaft Meister in der 2. Handball-Bundesliga und erreichte damit den Wiederaufstieg des HBW Balingen-Weilstetten in das Oberhaus des deutschen Handballs.

### Jugend-Nationalmannschaft
Am 10. Juli 2018 gab Fügel bei der 32:37-Niederlage gegen Frankreich sein Debüt in der deutschen U16-Nationalmannschaft. Zwei Tage später, am 12. Juli 2018, gewann er mit jenem Team in Saintes gegen Frankreich mit 34:33. Auch am 14. Juli 2018 war Fügel in Île d’Oléron beim 35:21-Sieg seiner Mannschaft gegen Frankreich erfolgreich. Die Spiele erfolgten im Rahmen des DFJW-Turniers unter den Bundestrainern Jochen Beppler und Carsten Klavehn.

## Privates
Fügel absolvierte neben seiner Profi-Karriere ein duales Studium der Fitnessökonomie an der DHfPG in Stuttgart und in einem Fitnessstudio.
Fügel hat erfolgreich sein Studium abgeschlossen und trägt den Titel Bachelor of Arts in Fitnessökonomie.
Er ist Einzelkind und wuchs in Hausen ob Rottweil auf.